# Матвійчук Юліан Олександрович
Юліа́н Олекса́ндрович Матвійчу́к (14 червня 1989, Полтава — 20 травня 2023, Дніпро) — український громадсько-політичний діяч, військовик, учасник війни на Сході України, колишній голова Полтавської міської організації ВО «Свобода», депутат Полтавської міської ради 7-го скликання.

## Життєпис
Народився 14 червня 1989 року в м. Полтава.
З 1996 по 2006 роки навчався у Полтавській ЗОШ № 4. Вчився у 1-й полтавській музичній школі, спеціальність «скрипка» з 1995 по 1998 роки. У 1998—2000 роках навчався в Полтавському музичному училищі на спеціалізації — скрипка. З 2000 по 2005 рік навчався у Полтавській художній школі. Співав у народному хорі «Калина».
Закінчив історичний факультет Полтавського національного педагогічного університету імені В. Г. Короленка як спеціаліст, вчитель історії та правознавства (2009–2014). Працювати за фахом не встиг: захистивши диплом, відразу вирушив на фронт .
У 2007 — 2008 роках працював комплектувальником в ТОВ «ПолАгроПром».
З 2008 по 2009 рік працював диспетчером на вантажному таксі «Зебра».
Громадська та політична діяльність
Брав активну участь в акціях «Вставай, Україно!» та націоналістичному русі. Брав активну участь у «Революції гідності». Засновник полтавської сотні самооборони в Полтавській обласній раді.
З 2011 року Юліан Матвійчук — голова Полтавської молодіжної організації «Студентська Свобода».
У жовтні 2015 року обраний депутатом Полтавської міської ради 7-го скликання від політичної партії ВО «Свобода». Член постійної комісії з питань економічної політики, комунальної власності, бюджету, фінансів. 2020 року обраний депутатом Полтавської міської ради вдруге. Як депутат Полтавської міської ради відстоював історичні будівлі міста, зокрема доклав зусиль, аби будівля Кадетського корпусу була передана на баланс держави, боровся за належне вшанування військовиків, лобіював націєзахисні проєкти.

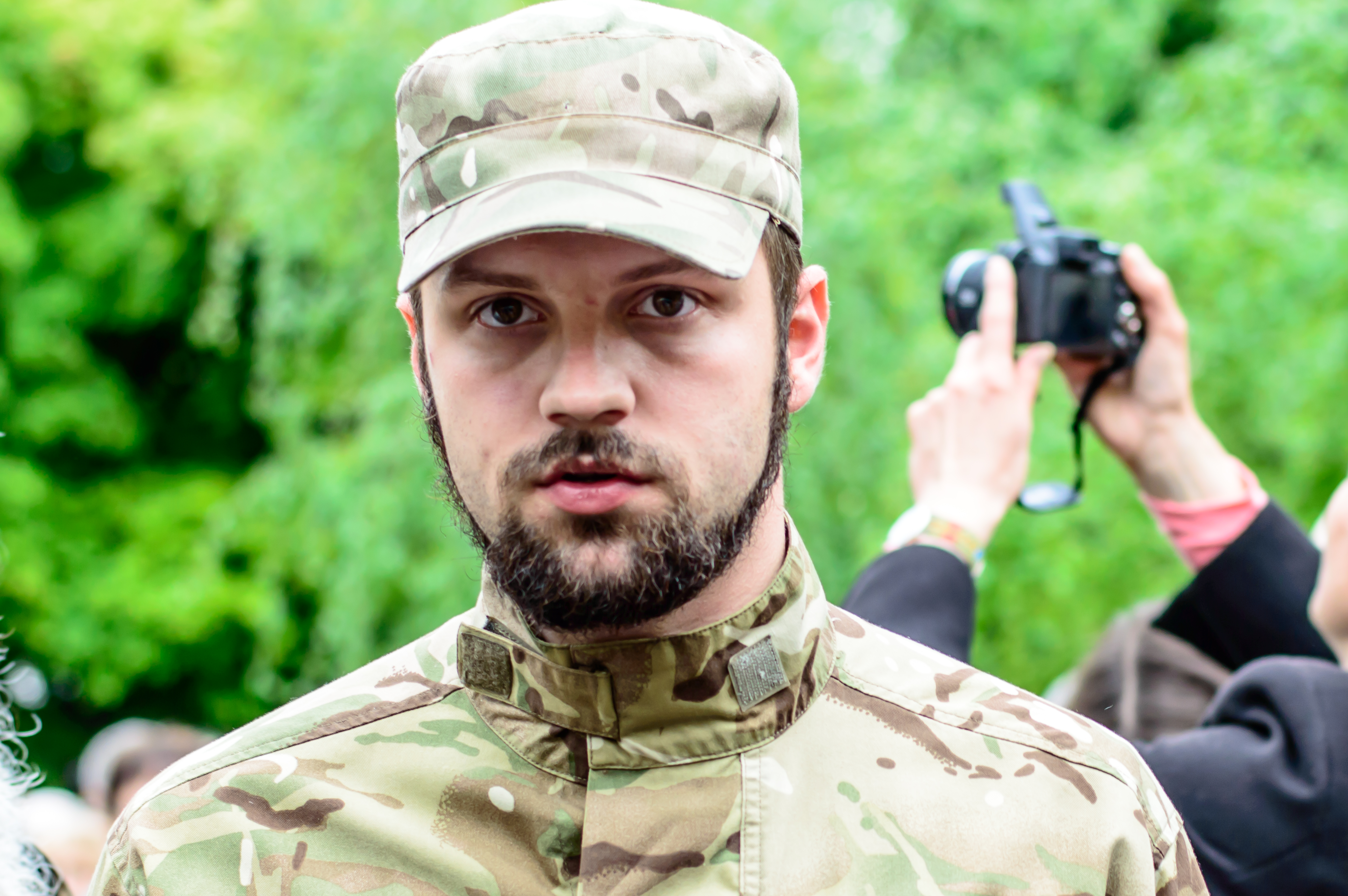
Юліан Матвійчук. 2016 рік

### Війна на сході України
З 6 червня 2014 року — учасник Війни на сході України. Бувши ще студентом, у 2014 році добровольцем пішов боронити незалежність України в російсько-українській війні у складі «Азову». Брав участь у боях у районі Іловайська, Широкиного, Новоазовська, Сартани, Старобешевого, Донецька. Із грудня 2014 року — артилерист полку «Азов». Заступник командира артилерійської батареї гаубиць полку «Азов». Молодший лейтенант. Вдруге став на захист України зі зброєю у руках у перший день повномасштабного вторгнення росіян. Служив у складі 116-ї окремої бригади територіальної оборони спочатку як гранатометник, потім як аеророзвідник групи «SOLOVEY». Виконував бойові завдання на кордоні Харківщини, Сумщини, в районі Соледару та Мар'їнки. У березні 2022 року Юліан координував виведення взводу морської піхоти з ворожого оточення. Супроводжував з повітря медичну евакуацію командира батальйону однієї з бригад ЗС України. Одружений. Батько маленької Єви (2021 р.н.) .
15 травня 2023 року дістав тяжке поранення у бою під Георгіївкою, що на Донеччині, а 20 травня помер у Дніпровській обласній клінічній лікарні імені І. І. Мечникова 

## Нагороди
- Орден «За мужність» ІІІ ступеня (30 червня 2023, посмертно) — за особисту мужність, виявлену у захисті державного суверенітету та територіальної цілісності України, самовіддане виконання військового обов'язку[7],
- Нагрудний знак «За доблесну службу» (16 червня 2015 року),
- Медаль УПЦ КП «За жертовність і любов до України» від Патріарха Філарета (2016 рік),
- Відзнака Полтавської обласної ради — нагрудний знак «За вірність народу України» ІІ ступеня (13 березня 2017 року),
- Відзнака ГО "Всеукраїнська спілка ветеранів АТО «Легіон Свободи» — Відзнака "Комбатант «Легіону Свободи» (16 лютого 2019 року),
- Відзнака Полтавської обласної ради — нагрудний знак «За вірність народу України» І ступеня (22 серпня 2022 року),
- Відзнака командира 79 окремої десантно-штурмової бригади — Нагрудний знак «В єднанні сила» (11 травня 2023 року).
- Медаль «Хрест Свободи» ПЦУ від Митрополита Київського і всієї України Епіфанія (07.11.2023 року)[джерело?]

## Вшанування пам'яті
6 липня 2023 року рішенням 3-ї позачергової сесії Полтавської міської ради 8-го скликання Юліану Матвійчуку присвоєно звання «Почесний громадянин міста Полтава»
1 жовтня 2023 року у Холодному Яру відкрили пам'ятний знак на честь полеглого воїна Юліана Матвійчука.
8 грудня 2023 року у місті Полтава вулицю Пушкіна перейменували на вулицю Юліана Матвійчука.